# Uri Slonim
Uri Slonim (hebrejsky אורי סלונים‎; * 17. října 1942 Tel Aviv, Britský mandát Palestina) je izraelský právník a veřejný aktivista. Od roku 1995 až do svého odchodu do důchodu v dubnu 2022 byl předsedou společnosti Variety Israel a v letech 2003–2007 prezidentem a předsedou společnosti Variety World. V roce 2012 byl vyznamenán Prezidentskou medailí, kterou uděluje prezident Státu Izrael.

## Životopis
Slonim se narodil v Tel Avivu Jicchakovi a Ester Slonimovým. Vystudoval střední školu v Tel Avivu.
V roce 1960 narukoval do Izraelských obranných sil.
Po vojenské službě pracoval nějakou dobu jako námořník.

## Profesionální kariéra
V roce 1968 získal bakalářský titul v oboru práva. V roce 1970 si otevřel nezávislou advokátní kancelář v Tel Avivu.

### Významní klienti
- Jicchak Rafa'el (v procesu s novinářkou Sylvií Kešet)
- Nisim Maš'al (ve věci opcí distribuovaných Micha'elem Albinem)
- Amos Jaron (Kahanova komise)
- Jicchak Mordechaj (Aféra autobus 300)
- Micha'el Dekel
- Rafi Ginat, který byl v roce 1991 zproštěn obžaloby z úplatkářství[4]

## Osobní život
Slonim je ženatý s advokátkou Tami Slonimovou, která má nezávislou advokátní kancelář ve Kfar Saba a mají tři děti a sedm vnoučat. Žijí v mošavu Chani'el. Slonim a jeho manželka byli zraněni při útoku v kině v Tel Avivu.

## Vyznamenání
- Prezidentská medaile (2012)[5]